# Alexander Einarsson
Alexander Einarsson, född 15 mars 1978 i Nybro, är en svensk dirigent och organist. Han har organistexamen från Musikhögskolan i Malmö och solistdiplom i kördirigering från Det Kongelige Danske Musikkonservatorium i Köpenhamn, där han bland annat studerade för Dan-Olof Stenlund.

## Biografi
Einarsson har varit organist i Kirsebergs församling, Malmö, samt i Malmö S:t Petri församling. Han har också varit dirigent för S:t Petri Ungdomskör (SPUK), Trelleborgs Kammarkör, Malmö motettkör,  Malmö Sinfonietta och var 2003–2009 dirigent och musikalisk ledare för Kirsebergs Kammarsångare. I januari 2008 grundade han stråkorkestern Malmö KammarOrkester. Mellan 2007 och 2014 var han förbundsdirigent för förbundet Kyrkomusik i Lunds stift.
Einarsson formade 2010 kammarkören Petri Sångare, en ensemble han var konstnärlig ledare för fram till 2021 och med vilken han både rönt internationella framgångar i körtävlingar liksom frekvent medverkat i både SR, DR och SVT. Sedan 2022 är Einarsson dirigent och konstnärlig ledere för Råby Kammarsångare och Ensemble 23. Den senare har bland annat medverkat i SVT:s produktion Kontrapunkt 2023. 
Einarsson har arbetat som kormästare hos Göteborgs Symfoniker och ledde i den tjänsten Göteborgs symfoniska körs instuderingar samt var konstnärlig ledare för Göteborgs Symfonikers Vokalensemble mellan 2015 och 2022. Säsongen 2023-2024 var Einarsson Chordirektor vid Volkstheater Rostock med lederskap över Rostocks operakör och Singakademie Rostock.
Som kormästare har han arbetat tillsammans med Herbert Blomstedt, Neeme Järvi, Kent Nagano, Simone Young, Nathalie Stutzmann, Anja Bihlmeier, Barbara Hannigan med flera. Bland orkestrar han har arbetat med kan nämnas Göteborgs Symfoniker, Malmö Symfoniorkester, Berliner Symfoniker och Marinens Musikkår. 
Einarsson har mottagit stipendium från Kungliga Musikaliska Akademien, Eric Ericsons resestipendium samt dirigentpris till minne av Arthur Oldham vid Grand Prix i körsång i Tours, Frankrike.
År 2018 tilldelades Einarsson Rosenborg-Gehrmans och Föreningen Sveriges Körledares (FSK) gemensamma stipendium om 50 000 kronor till Årets körledare, som tilldelas en körledare som i sin verksamhet gjort särskilt betydelsefull insats för svenskt körliv.